# Remilly-les-Pothées
Remilly-les-Pothées är en kommun i departementet Ardennes i regionen Grand Est (tidigare regionen Champagne-Ardenne) i nordöstra Frankrike. Kommunen ligger  i kantonen Renwez som ligger i arrondissementet Charleville-Mézières. År 2022 hade Remilly-les-Pothées 263 invånare.

## Befolkningsutveckling
Antalet invånare i kommunen Remilly-les-Pothées
Referens: INSEE

## Galleri

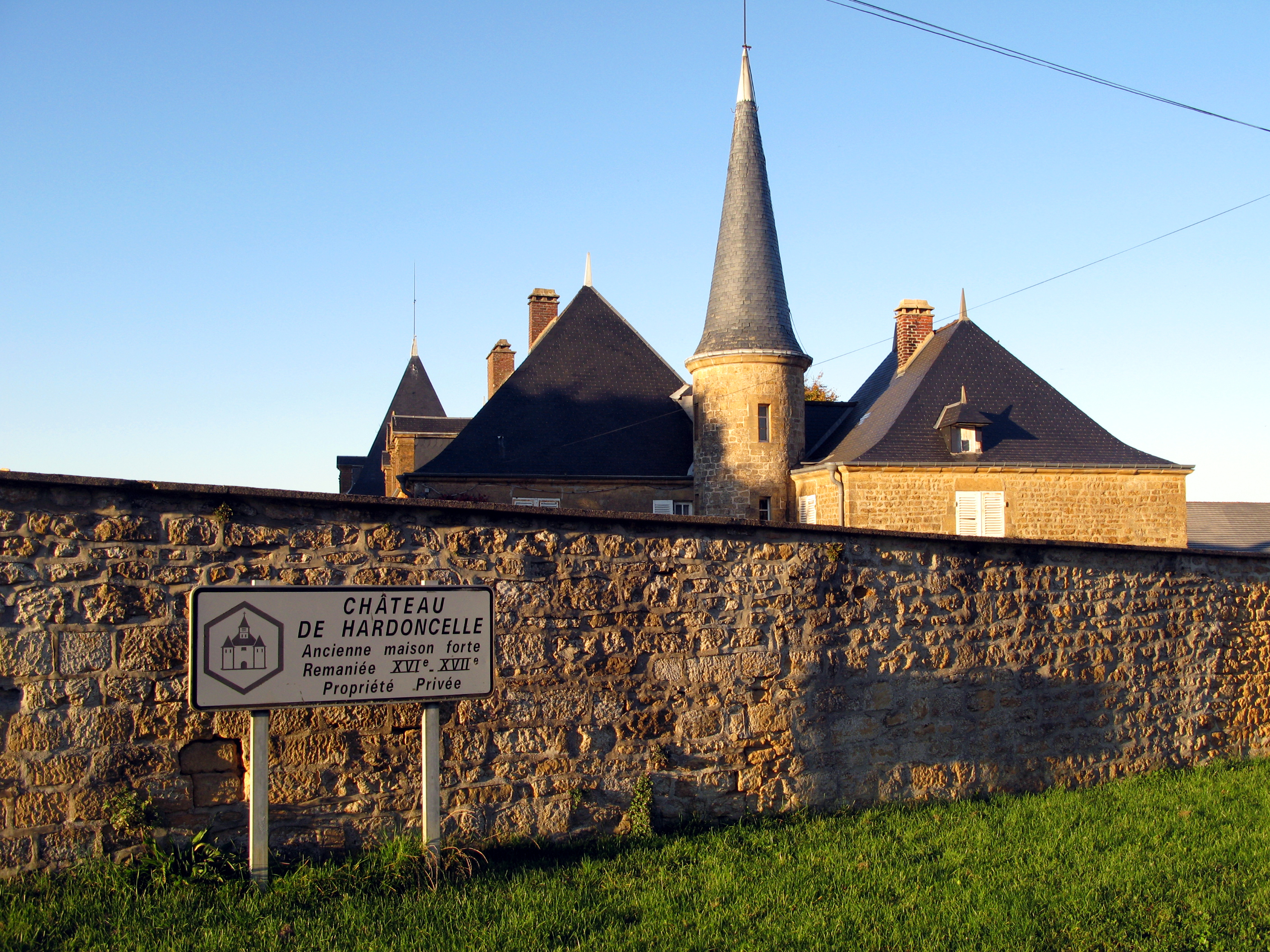